# 科伦坡计划
科伦坡计划，全名关于亚太地区合作经济和社会发展的科伦坡计划（英語：Colombo Plan for Cooperative Economic and Social Development in Asia and the Pacific，简称CESDAP），一个主要致力于人力资源开发以增强成员国经济和社会发展的区域性组织。1950年由英联邦国家发起成立，后发展为一个包括南亚、东南亚、东北亚、北美等地区多个国家的国际组织，至2018年共有28个成员国。

## 背景
第二次世界大战过程中，东南亚经济遭到严重破坏，而战后的反殖民主义、民族主义运动等因素则使得该地区政局动荡，经济恢复缓慢。美国以“援助不发达国家”为名向东南亚进行经济扩张，源自苏联的社会主义也影响了东南亚民族主义运动中诸多势力，英国在东南亚的影响和地位逐渐下降。1948年后，随着冷战在亚洲的蔓延以及非殖民地化运动的广泛开展，整个南亚和东南亚政治局势动荡，社会、经济状况不断恶化，缅甸、马来亚、菲律宾以及印度支那都出现了共产党的活动。特别是1949年，中国共产党执政的中华人民共和国成立，加剧了西方国家对共产主义扩张的担心。早在1949年春，印度驻华大使潘尼迦就向英国和澳大利亚驻印度大使提出建立一个多边基金，以帮助东南亚国家在国内进行反共运动。1949年底，澳大利亚将派驻东亚和东南亚多国的代表先后召回国内讨论对亚洲形势的看法，不久后，澳大利亚内阁出台文件指出，共产主义已成为南亚和东南亚地区稳定的主要威胁，随着共产党中国的建立，除非从外部得到经济和政治援助，周边各国政权的安全已难以得到保证。
有鉴于此，以英国为首的英联邦国家基于冷战地缘战略、政治、经济等因素的考虑，发起旨在通过提供技术和资金援助提高南亚和东南亚成员国民众的生活水平、促进其经济合作发展的“科伦坡计划”。由于成员国绝大多数都是亚洲国家，该计划的主要目的也是为了促进亚洲国家的经济发展，科伦坡计划被视为第二次世界大战后在亚洲成立的第一个经济组织。

## 历史
1950年1月4日至14日，英联邦各国外交部长在锡兰（现斯里兰卡）首都科伦坡召开会议，会议上，澳大利亚外长珀西·斯彭德提交了一份题为“南亚和东南亚经济政策”的备忘录，建议英国和发达的自治领向原大英帝国范围内新独立或即将独立的地区提供资金和技术，同时争取世界银行和美国的支持。与会代表认识到通过援助，可以加强这些地区的经济，以遏制共产主义发展。会议成立了科伦坡计划协商委员会，成员包括澳大利亚、英国、锡兰、印度、新西兰和巴基斯坦6个英联邦国家。加拿大外交部长莱斯特·皮尔逊等人参加此次会议，但该国未正式加入该计划。
1950年5月，协商委员会在澳大利亚悉尼举行第一次会议，澳大利亚准备了一份详尽的三年技术合作计划。9月，协商委员会在英国伦敦举行第二次会议，七个亚洲的英联邦成员，即印度、巴基斯坦、锡兰、马来亚、新加坡、北婆罗洲和砂拉越都提交了各自的6年发展计划纲要。11月，框架性报告《关于南亚和东南亚经济合作发展的科伦坡计划》（Colombo Plan for Cooperative Economic Development in South and Southeast Asia）出台，科伦坡计划正式形成。该计划宣布对上述几国的农业、交通运输及原料生产进行开发，估计全部费用为18.68亿英镑。
在科伦坡计划酝酿和制定的同时，英联邦国家就积极寻求美国的支持，因为缺少了美国的美元援助，科伦坡计划的预期目标将难以实现。科伦坡会议后不久，英国和澳大利亚等国就极力拉拢美国参加科伦坡计划，但美国表现得十分谨慎，并未派出代表参加。美国曾忧虑该组织可能成为英国把持的封闭性团体。1950年5月，美国决定向东南亚国家提供经济和军事援助，试图通过援助来复兴东南亚和加强该地区抵抗共产主义扩张的能力。1950年6月25日，朝鲜战争爆发，极大地改变了亚洲冷战地缘政治，使得南亚和东南亚对美国的重要性极大提高。1951年2月，美国正式加入了科伦坡计划，并成为该计划的最大施援国。所提供的任何援助应完全以双边关系为基础是美国同意成为科伦坡计划的成员的主要条件之一，使得双边原则成为科伦坡计划援助的基本形式。加拿大参与了协商委员会的历次会议，但一直未正式加入该计划。随着美国明确表示支持该计划后，1951年2月，加拿大内阁最终同意参加科伦坡计划。
1951年7月1日，科伦坡计划开始正式实施，最初规划设计期限为6年。1955年10月17日至20日，咨询委员会第七次会议在新加坡举行，会议决定将计划延长至1961年。科伦坡计划曾多次延期，直到1980年改为无限期延长。
自1951年到1958年9月，美国在科伦坡计划名义下提供了大约30亿美元援助，占到同时期的85%，但由于援助遵循双边原则，受援国很少将从美国得来的援助与科伦坡计划相联系。而且为了打破该计划由英国主导的局面，美国积极将自己的亚洲盟友、非英联邦成员的国家拉入该组织，以改变它的成分和性质。对日本加入该计划，英国最初是采取抵制态度的，但由于美国施压，在1954年10月于加拿大渥太华举行的第六次会议上，日本、泰国、菲律宾被接纳为正式成员，至此成员发展到17个国家。
从1950年到1972年，包括技术援助、资金援助、商品和服务在内，美国、英国、澳大利亚、加拿大、日本和新西兰等主要施援国通过科伦坡计划提供的援助金额达到320亿美元；而到1983年，通过科伦坡计划提供的援助总金额达到720亿美元，其中412亿美元是来自美国。
1977年12月，科伦坡计划的全名改为“关于亚太地区合作经济和社会发展的科伦坡计划”。
1990年代后，加拿大因国内经济不景气，财政负担沉重等原因，削减对外国际援助。1992年，加拿大退出科伦坡计划。

## 成员经济体

### 现有成员
科伦坡计划现有27个成员经济体：
| 成员经济体   | 加入时间       | 说明 |
| ------------ | -------------- | --- |
|              | 1950年11月28日 | 创始成员。 |
| 印度         | 1950年11月28日 | 创始成员。 |
| 新西兰       | 1950年11月28日 | 创始成员。 |
| 巴基斯坦     | 1950年11月28日 | 创始成员。 |
| 斯里蘭卡     | 1950年11月28日 | 创始成员。原称“锡兰”，1972年后改称现名。 |
|              | 1951年         | |
| 美国         | 1951年2月      | 1951年2月，美国正式加入了科伦坡计划，并成为该计划的最大施援国。                                                                             |
| 緬甸         | 1952年3月      | 其英文国名曾于1989年由Burma改为Myanmar。 |
| 尼泊尔       | 1952年         | |
| 印度尼西亞   | 1953年         | |
| 日本         | 1954年10月5日  | 1954年10月6日，日本阁议通过加入科伦坡计划。1987年，日本外务省国际协力事业团决定将10月6日定为“国际协力日”。                                  |
| 菲律賓       | 1954年10月5日  | |
| 泰國         | 1954年10月5日  | |
| 马来西亚     | 1957年10月7日  | 1957年8月31日，马来亚联合邦获得独立，1957年10月7日成为独立会员。原称马来亚，1963年后改称现名。                                              |
| 新加坡       | 1959年         | 1959年，从英国取得自治的新加坡自治邦成为独立会员，1963年加入馬來西亞。 1965年8月9日，新加坡退出馬來西亞并独立建国，1966年再次成为独立会员。 |
| 不丹         | 1962年11月     | |
|              | 1962年11月     | |
| 阿富汗       | 1963年11月12日 | |
| 馬爾地夫     | 1963年11月12日 | |
| 伊朗         | 1966年         | |
|              | 1972年         | |
| 斐济         | 1972年         | |
|              | 1973年         | |
| 蒙古国       | 2004年6月15日  | 1998年5月至2004年6月15日为观察员国 |
| 越南         | 2004年6月15日  | 2001年11月5日至2004年6月15日为观察员国 |
|              | 2008年11月20日 | |
| 沙烏地阿拉伯 | 2012年4月25日  | [ 7 ] |
| 智利         | 2021年         | |
| 卢旺达       | 2024年         | |

### 前成员
| 成员经济体        | 加入时间       | 退出时间      | 说明 |
| ----------------- | -------------- | ------------- | --- |
| 加拿大            | 1950年11月28日 | 1992年        | 创始成员。加拿大参与了科伦坡计划筹备期间的历次会议，但1951年2月，加拿大内阁最终同意参加科伦坡计划。 1990年代后，加拿大因国内经济不景气，财政负担沉重等原因，削减对外国际援助。1992年，加拿大退出科伦坡计划。 |
| 英国              | 1950年11月28日 | 1991年        | 创始成员。 |
| 柬埔寨            | 1951年         | 2004年6月15日 | |
| 越南共和国 · 越南 | 1951年         | 1978年        | 南越在1951年加入科伦坡计划，1975年被推翻。1976年7月2日其成员身份被越南社会主义共和国继承，后于1978年退出。                                                                                                   |

## 历任负责人

### 科伦坡计划局局长
| 在任时间       | 局长                  | 国籍   | 生卒年    | 其他说明                                   |
| -------------- | --------------------- | ------ | --------- | ------------------------------------------ |
| 1951.8-1953.9  | Geoffrey M. Wilson    | 英国   | 1910-2004 |                                            |
| 1953.9-1956.2  | 派克·柯廷             |        | 1907-1997 |                                            |
| 1956.4-1957.8  | 内森·凯菲茨           | 加拿大 | 1913-2010 |                                            |
| 1957.8-1959.7  | Robert Hunter Wade    | 新西兰 | 1916-2011 |                                            |
| 1959.7-1961.12 | John Kenneth Thompson | 英国   | 1913-1985 |                                            |
| 1961.12-1964.1 | Sashichiro Matsui     | 日本   | 1913-     |                                            |
| 1964.1-1966.3  | James Lawrence Allen  |        | 1913-1990 |                                            |
| 1966.3-1969.6  | D. Alan Strachan      | 美国   | 1903-1996 |                                            |
| 1969.1-1973.8  | Alan Burton Connelly  | 加拿大 | 1908-     |                                            |
| 1973.8-1975.12 | I.K. McGregor         | 新西兰 |           |                                            |
| 1976.1-1979.2  | Leonore E.T. Storar   | 英国   | 1920-1997 | 全名Leonore Elizabeth Therese Storar，女性 |
| 1979.2-1982.2  | Noboru Yabata         | 日本   |           |                                            |
| 1982.2-1985.2  | Eriks Ingevics        |        | 1929-2016 |                                            |
| 1985.2-1986.1  | 唐纳德·R·图森特       | 美国   | 1927-1986 |                                            |
| 1986.7-1991.7  | Gilbert H. Sheinbaum  | 美国   | 1929-     |                                            |
| 1991.7-1994.12 | 约翰·瑞恩             | 新西兰 |           | John Ryan                                  |

### 科伦坡计划秘书长
1995年，科伦坡计划进行机构重组，科伦坡计划局（Colombo Plan Bureau）被科伦坡计划秘书处（Colombo Plan Secretariat）取代，负责人改称秘书长（Secretary-General）。
| 在任时间              | 秘书长                   | 国籍     | 生卒年 | 其他说明                               |
| --------------------- | ------------------------ | -------- | ------ | -------------------------------------- |
| 1995.1-1999.3         | Kim Hak-Su               |          | 1938-  |                                        |
| 1999.4-2003.6         | U. Sarat Chandran        | 印度     | 1953-  |                                        |
| 2003.6-2007.8         | Kittipan Kanjanapipatkul | 泰國     |        |                                        |
| 2007.8-2011.8         | Patricia Yoon-Moi Chia   | 马来西亚 | 1952-  | 女性                                   |
| 2011.8.15- 2013.11.28 | Adam Naseer Maniku       | 馬爾地夫 |        |                                        |
| 2013.11.8- 2014.5.2   | Tay Bian How             | 马来西亚 |        | 代理                                   |
| 2014.5.2- 2018.5.1    | 金利多吉                 | 不丹     |        |                                        |
| 2018.5.1-             | 潘翘秋                   | 越南     |        | 女性，前越南驻斯里兰卡兼驻马尔代夫大使 |